# La Piarre
La Piarre est une commune française située dans le département des Hautes-Alpes, en région Provence-Alpes-Côte d'Azur.

## Géographie
Situé au pied de la Montagne de l'Aup, dans la vallée du torrent de l'Aiguebelle, cours d'eau de 10,20 km affluent de rive droite du Buëch, La Piarre est accessible par la route départementale RD27, reliant Sigottier à La Bâtie-des-Fonds. Cette route se prolonge vers le département de la Drôme par le col de Carabès. Le village est à une altitude de 880 mètres.

### Climat
Pour des articles plus généraux, voir Climat de Provence-Alpes-Côte d'Azur et Climat des Hautes-Alpes.
En 2010, le climat de la commune est de type climat des marges montargnardes, selon une étude du Centre national de la recherche scientifique s'appuyant sur une série de données couvrant la période 1971-2000. En 2020, Météo-France publie une typologie des climats de la France métropolitaine dans laquelle la commune est exposée à un climat de montagne ou de marges de montagne et est dans la région climatique Alpes du sud, caractérisée par une pluviométrie annuelle de 850 à 1 000 mm, minimale en été.
Pour la période 1971-2000, la température annuelle moyenne est de 9,1 °C, avec une amplitude thermique annuelle de 17 °C. Le cumul annuel moyen de précipitations est de 995 mm, avec 7,7 jours de précipitations en janvier et 5,3 jours en juillet. Pour la période 1991-2020, la température moyenne annuelle observée sur la station météorologique de Météo-France la plus proche, « Valdrôme », sur la commune de Valdrôme à 7 km à vol d'oiseau, est de 10,1 °C et le cumul annuel moyen de précipitations est de 1 065,5 mm. 
La température maximale relevée sur cette station est de 39,4 °C, atteinte le 23 août 2023 ; la température minimale est de −23 °C, atteinte le 6 janvier 1985,,.
Les paramètres climatiques de la commune ont été estimés pour le milieu du siècle (2041-2070) selon différents scénarios d'émission de gaz à effet de serre à partir des nouvelles projections climatiques de référence DRIAS-2020. Ils sont consultables sur un site dédié publié par Météo-France en novembre 2022.

## Urbanisme

### Typologie
Au 1er janvier 2024, La Piarre est catégorisée commune rurale à habitat très dispersé, selon la nouvelle grille communale de densité à 7 niveaux définie par l'Insee en 2022.
Elle est située hors unité urbaine et hors attraction des villes,.

### Occupation des sols
L'occupation des sols de la commune, telle qu'elle ressort de la base de données européenne d’occupation biophysique des sols Corine Land Cover (CLC), est marquée par l'importance des forêts et milieux semi-naturels (77 % en 2018), en diminution par rapport à 1990 (86,1 %). La répartition détaillée en 2018 est la suivante : 
forêts (53,5 %), milieux à végétation arbustive et/ou herbacée (18,8 %), zones agricoles hétérogènes (18,5 %), espaces ouverts, sans ou avec peu de végétation (4,7 %), terres arables (2,8 %), prairies (1,7 %).
L'évolution de l’occupation des sols de la commune et de ses infrastructures peut être observée sur les différentes représentations cartographiques du territoire : la carte de Cassini (XVIIIe siècle), la carte d'état-major (1820-1866) et les cartes ou photos aériennes de l'IGN pour la période actuelle (1950 à aujourd'hui).

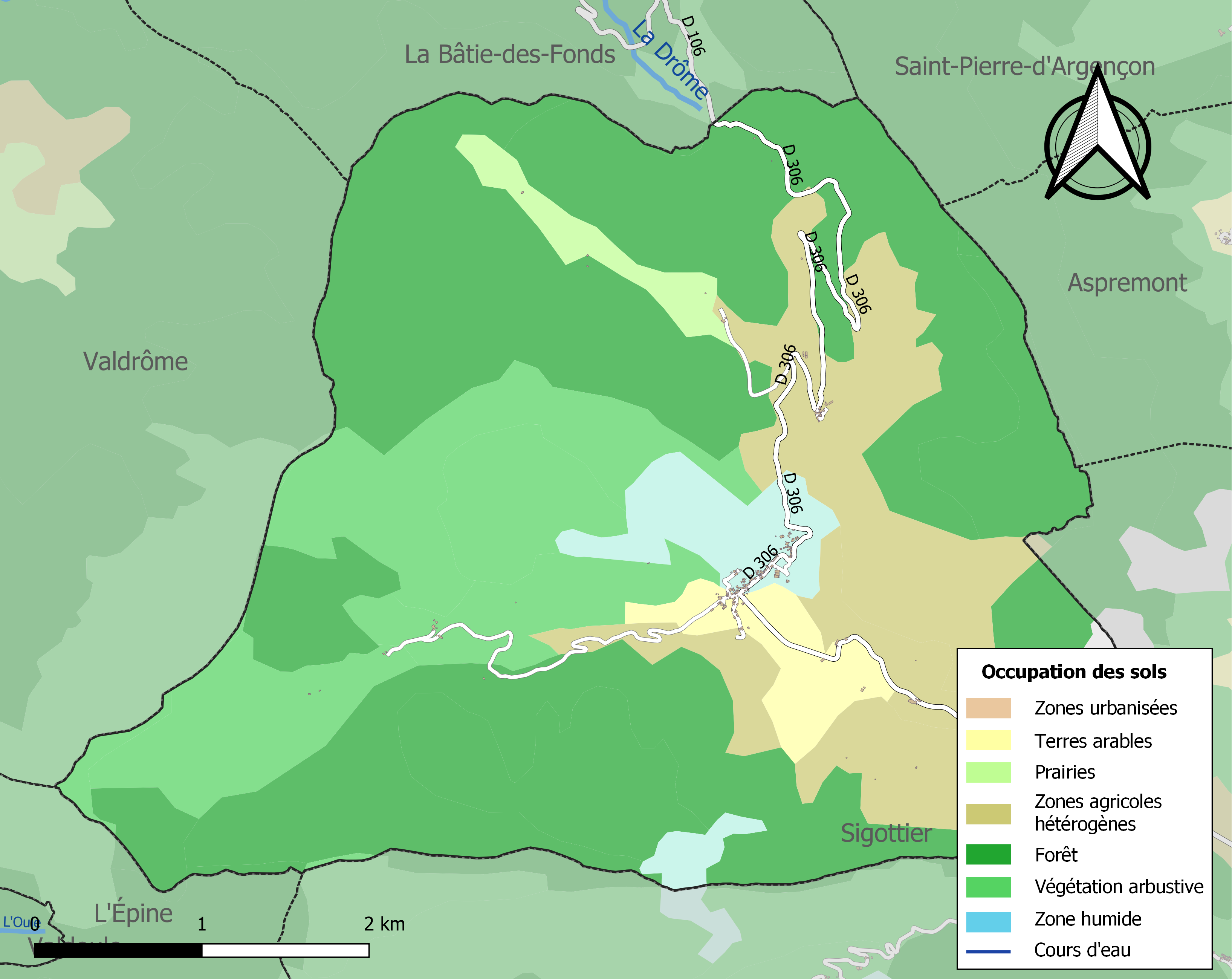
Carte de l'occupation des sols de la commune en 2018 (CLC).

## Toponymie
Le nom de la localité est attesté sous les formes Petra en 1100, Peyra en 1240, Piarre en 1516.
Ce toponyme en occitan local pyéra signifie « pierre », qui a pu désigner un rocher ou une montagne, parfois un château.
La Piarra, son nom en occitan haut-alpin signifie « La pierre ».

## Histoire
Depuis l’an 1000 jusqu’en 1792, le territoire s’appelle « Peyre », à la suite de la donation du lieu, ainsi que de Sigottier, par Guillaume Ier de Provence, au baron de Peyre (mentionné La Piarre par erreur durant la Révolution française), en les récompenser de ses engagements. Il était venu de Lozère pour participer à la libération de la Provence et des Alpes des Sarrazins, en 983, aux côtés d’autres seigneurs dont les Mévouillon.
La paroisse de Peyre (La Piarre) était sous le vocable de la Nativité de la Vierge ; aucune chapelle n'y était fondée en 1516. L'ordre de Cluny y possédait un prieuré qui, après 1215, fut uni à celui de Saint-Marcel, de Die. Le prieur et le curé se partageaient les dîmes de cette paroisse, qui dépendait de l'archiprêtre du Rosanais. La cure était à la collation du prieur de Saint-Marcel.
Peyre (La Piarre) fit partie d'abord du bailliage des Baronnies, puis, après 1298, de celui du Gapençais, et, enfin, de l'élection et de la subdélégation de Gap. Le seigneur possédait une juridiction inférieure qui s'exerçait à Serres, avec appel au vibailliage de Gap.
D'abord partagé entre la famille de La Piarre qui portait le nom de la seigneurie et le Dauphin, successeur du comte de Provence, Peyre (La Piarre) fut divisé en plusieurs parts à partir du XIVe siècle. Le 8 janvier 1334, les coseigneurs de Peyre (La Piarre), au nombre de huit au moins, reconnaissent au Dauphin le droit d'élever chaque année, pendant une nuit, son étendard sur le château de Peyre, en signe de suzeraineté.

## Politique et administration

### Liste des maires
| Période                                  | Période      | Identité         | Étiquette | Qualité                                                     |
| ---------------------------------------- | ------------ | ---------------- | --------- | ----------------------------------------------------------- |
| Les données manquantes sont à compléter. |              |                  |           |                                                             |
| mars 2001                                | mars 2008    | Auguste Oddou    |           |                                                             |
| mars 2008                                | juillet 2020 | Eric Oddou ,     |           | Fonctionnaire de catégorie C                                |
| juillet 2020                             | En cours     | Magali Prunster, |           | Employée civile ou agent de service de la fonction publique |

### Intercommunalité
La Piarre fait partie :
- de 1993 à 2017, de la communauté de communes du Serrois ;
- à partir du 1er janvier 2017, de la communauté de communes Sisteronais-Buëch.

## Population et société

### Démographie
L'évolution du nombre d'habitants est connue à travers les recensements de la population effectués dans la commune depuis 1793. Pour les communes de moins de 10 000 habitants, une enquête de recensement portant sur toute la population est réalisée tous les cinq ans, les populations de référence des années intermédiaires étant quant à elles estimées par interpolation ou extrapolation. Pour la commune, le premier recensement exhaustif entrant dans le cadre du nouveau dispositif a été réalisé en 2007.

En 2022, la commune comptait 85 habitants, en évolution de −7,61 % par rapport à 2016 (Hautes-Alpes : +0,4 %, France hors Mayotte : +2,11 %).
| 1793 | 1800 | 1806 | 1821 | 1831 | 1836 | 1841 | 1846 | 1851 |
| ---- | ---- | ---- | ---- | ---- | ---- | ---- | ---- | ---- |
| 436  | 423  | 397  | 427  | 453  | 455  | 445  | 428  | 378  |

| 1856 | 1861 | 1866 | 1872 | 1876 | 1881 | 1886 | 1891 | 1896 |
| ---- | ---- | ---- | ---- | ---- | ---- | ---- | ---- | ---- |
| 355  | 351  | 336  | 310  | 301  | 310  | 322  | 282  | 282  |

| 1901 | 1906 | 1911 | 1921 | 1926 | 1931 | 1936 | 1946 | 1954 |
| ---- | ---- | ---- | ---- | ---- | ---- | ---- | ---- | ---- |
| 260  | 238  | 171  | 145  | 142  | 146  | 120  | 112  | 104  |

| 1962 | 1968 | 1975 | 1982 | 1990 | 1999 | 2006 | 2007 | 2012 |
| ---- | ---- | ---- | ---- | ---- | ---- | ---- | ---- | ---- |
| 94   | 77   | 62   | 61   | 57   | 63   | 88   | 92   | 90   |

| 2017 | 2022 | - | - | - | - | - | - | - |
| ---- | ---- | - | - | - | - | - | - | - |
| 93   | 85   | - | - | - | - | - | - | - |

### Santé
Le Centre Hospitalier le plus proche est celui de Sisteron, situé à 42 km, dans les Alpes-de-Haute-Provence.

## Économie
L’économie du village de la Piarre est aujourd'hui ralentie il reste très peu de commerces. Cependant, il subsiste encore une bergerie proposant de la vente de fromage en direct ainsi que deux gîtes. Un gîte communal composé de deux dortoirs de six places, ainsi qu'un gîte proposant des chambres d'hôtes.

## Culture locale et patrimoine

### Lieux et monuments
- Église de la Nativité-de-Notre-Dame de La Piarre.

### Personnalités liées à la commune
- Jacques Martin de la Piarre (1699-1788), Juriste, avocat en Parlement, financier. Il est trésorier général de l’artillerie lors de la campagne d’Italie de 1734 et receveur des finances de Gap entre 1737 et 1776. Il est aussi administrateur et est subdélégué de l’intendant du Dauphiné à Gap entre 1742 et 1763. Il réunit une bibliothèque de 16 000 volumes et des tableaux de maitres[26].
- Pierre Barrety ou Baréty était fils du pays et membre de la Convention nationale du 7 septembre 1792 au 26 octobre 1795.

« Membre de la Convention nationale, né à la Piarre (Hautes-Alpes), le 28 novembre 1748, mort à la Piarre, le 14 février 1796. Membre de la Convention nationale comme représentant du département des Hautes-Alpes, élu « à la pluralité des voix », dit le procès-verbal d'élection, sur 227 votants, il siégea à la « plaine », se prononça, lors du procès de Louis XVI, pour la ratification du jugement par le peuple, puis, interrogé sur l'application de la peine, répondit: « Je demande la détention pendant la guerre et l'exil à la paix. » Après que la condamnation à mort eut été prononcée, il vota pour le sursis. »
— A.Robert et G.Cougny, Dictionnaire des parlementaires français de 1789 à 1889
- Jean-Louis Pons, l’astronome qui a découvert le plus grand nombre de comètes, naquit le 24 décembre 1761 à Peyre, (La Piarre) petit village situé dans les Hautes-Alpes.